# آنیل دوگان
آنیل دوگان (به انگلیسی: Anil Devgan؛ ۲۵ مهٔ ۱۹۶۹ – ۵ اکتبر ۲۰۲۰) کارگردان و فیلم‌نامه‌نویس اهل هند بود. وی بین سال‌های ۱۹۹۶ تا ۲۰۲۰ میلادی فعالیت می‌کرد.

## فیلم‌شناسی
| سال  | نام فیلم         | سِمَت             | بازیگران                                       |
| ---- | ---------------- | --------------- | ---------------------------------------------- |
| ۱۹۹۶ | پیروزی           | دستیار کارگردان | سانی دئول، سلمان خان، کاریسما کاپور            |
| ۱۹۹۶ | Jaan             | دستیار کارگردان | اجی دیوگن، توینکل خانا                         |
| ۱۹۹۷ | Itihaas          | دستیار کارگردان | اجی دیوگن، توینکل خانا                         |
| ۱۹۹۸ | عشق اتفاق می‌افتد | دستیار کارگردان | اجی دیوگن، کاجول                               |
| ۱۹۹۹ | سوگند هندوستان   | دستیار کارگردان | اجی دیوگن، سوشمیتا سن، مانیشا کویرالا          |
| ۲۰۰۰ | راجو چاچا        | کارگردان        | اجی دیوگن، کاجول، ریشی کاپور، سانجی دات        |
| ۲۰۰۵ | باج‌گیری          | کارگردان        | اجی دیوگن، سونیل شتی، پریانکا چوپرا، دیا میرزا |